# María Cano
María de los Ángeles Cano Márquez, née le 12 août 1887 à Medellín et morte le 26 avril 1967, fut la première femme chef politique en Colombie. Surnommée La flor del trabajo (La fleur du travail), elle a dirigé la lutte pour les droits civils fondamentaux de la population et pour les droits des travailleurs salariés. À la tête de plusieurs grèves ouvrières à son époque, elle participa de manière significative à la fondation du Parti socialiste révolutionnaire (PSR).